# Karabanowo (obwód czelabiński)
Karabanowo (ros. Карабаново) – wieś (sieło) w Rosji, w obwodzie czelabińskim, w rejonie troickim. W 2010 liczyła 315 mieszkańców.